# Sgùrr a’ Ghreadaidh
Der Sgùrr a’ Ghreadaidh ist ein als Munro eingestufter, 973 m (3.192 ft) hoher Berg in Schottland. Sein gälischer Name kann in etwa mit Felsgipfel der Pein oder Gipfel der Qual übersetzt werden. Er liegt in der Council Area Highland in den Cuillin Hills auf der Isle of Skye.
Geologisch besteht der Sgùrr a’ Ghreadaidh aus Gabbro und Basalt und weist ausgesprochen felsige Strukturen auf. Er liegt in den Black Cuillin, dem westlichen Teil der Cuillin Hills und ist Teil des Hauptgrats der Black Cuillin. Im zentralen Teil der Berggruppe ist der Sgùrr a’ Ghreadaidh der höchste Gipfel. Wie die übrigen Gipfel in diesem Teil der Cuillin Hills weist der Sgùrr a’ Ghreadaidh steile und felsige Flanken auf. Er besitzt einen Doppelgipfel, wobei der nördliche Gipfel etwas höher ist. Beide Gipfel sind durch einen schmalen und ausgesetzten Grat miteinander verbunden. Nordwestlich vorgelagert ist der Vorgipfel Sgùrr Eadar da Choire. Westlich liegt das steile Coire a’ Ghreadaidh, das im Norden vom 881 m (2.890 ft) hohen Sgùrr Thuilm überragt wird. Im oberen Teil wird es als Coire an Dorus bezeichnet. Dem Sgùrr a’ Ghreadaidh im Norden direkt benachbart ist der 918 m (3.012 ft) hohe Sgùrr a’ Mhadaidh, beide Gipfel sind durch den hochgelegenen und schmalen Sattel An Dorus verbunden. Dem An Dorus benachbart ist der steile Einschnitt des Eag Dubh. Südöstlich des Sgùrr a’ Ghreadaidh schließt sich der 926 m (3.038 ft) hohe Sgùrr Thormaid an, ein Vorgipfel des weiter südöstlich liegenden Sgùrr na Banachdich, mit 965 m (3.166 ft) ebenfalls ein Munro. Die Ostflanke des Sgùrr a’ Ghreadaid überragt das steile Coire an Uaigneis, das Teil des Talschlusses nordwestlich von Loch Coruisk ist.

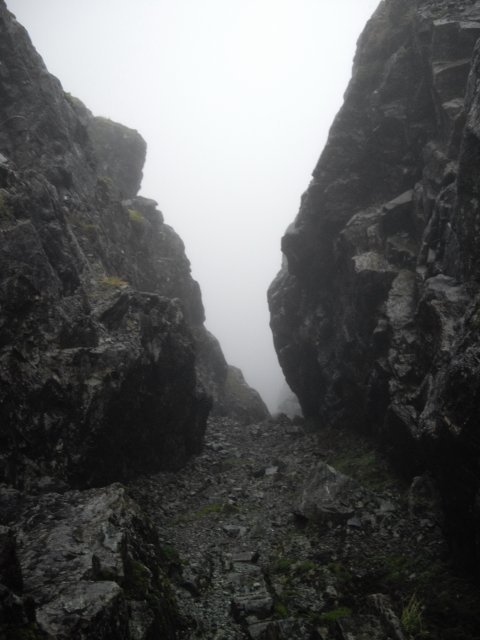
Der Einschnitt des An Dorus
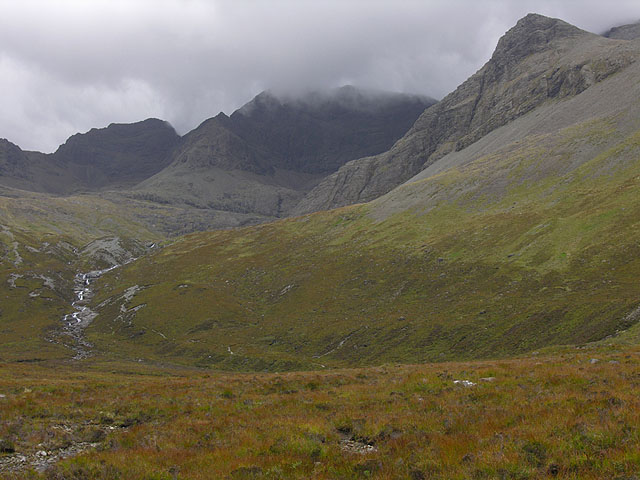
Das Coire a’ Ghreadaidh mit dem Sgùrr a’ Ghreadaidh in Bildmitte im Nebel
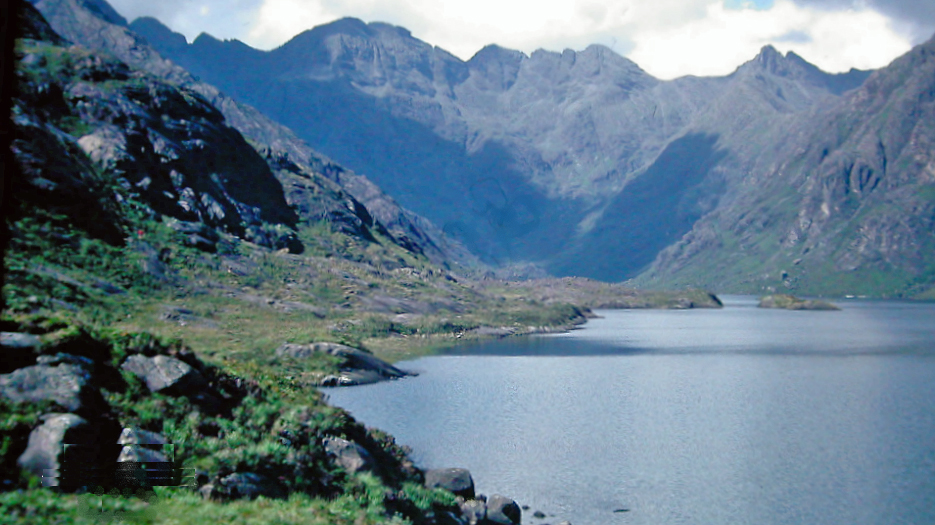
Blick von Loch Coruisk nach Nordwesten, links der Doppelgipfel des Sgùrr a’ Ghreadaidh
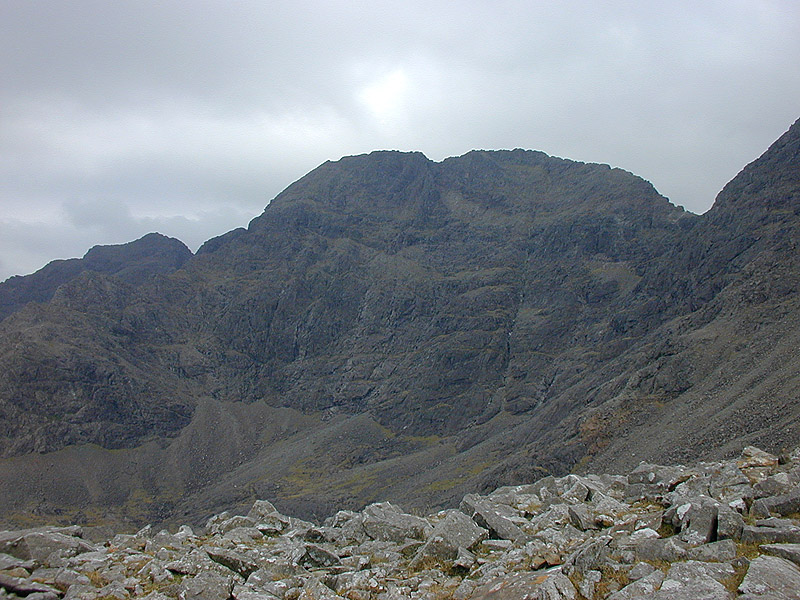
Blick zum Sgùrr a’ Ghreadaidh vom westlich liegenden An Diallaid, einem Vorgipfel des Sgùrr na Banachdich

Eine Besteigung des Sgùrr a’ Ghreadaidh erfordert Grundkenntnisse im Klettern und ist von allen Seiten eine anspruchsvolle Tour. Viele Munro-Bagger besteigen den Gipfel gemeinsam mit weiteren Munros des nördlichen Teils der Cuillin Hills, meist zusammen mit dem Sgùrr a’ Mhadaidh. Ausgangspunkt ist in der Regel ein Parkplatz an der Single track road durch das Glen Brittle, westlich der Cuillin Hills. Von dort führt der Anstieg durch das Coire a’ Ghreadaidh, zunächst über grasige Hänge, dann steil über Geröllflächen und Schrofen bis zum Sattel An Dorus. Von dort führt der Grat nach Süden, teils ausgesetzt und Klettertechnik erfordernd, bis zum nördlichen Gipfel des Sgùrr a’ Ghreadaidh. Über den Hauptgrat kann der Gipfel auch vom Sgùrr na Banachdich kommend erreicht werden, allerdings ist dieser rund einen Kilometer lange Abschnitt des Grats klettertechnisch anspruchsvoller und ausgesetzter.